# Fratello dello spazio
Fratello dello spazio è un film fantascientifico del 1984 ma distribuito nel 1988, diretto da Roy Garrett (alias Mario Gariazzo).

## Trama
All'inizio del film viene riportata la seguente dichiarazione:
"Questa avventura, seppur modificata, è ispirata ad un fatto realmente accaduto negli Stati Uniti e classificato come top secret. Tutti i nomi dei luoghi e delle persone sono stati modificati."
Mario Calazzo - ex membro del National Investigations Committee on Aerial Phenomena di Washington
Una nave spaziale aliena ha un'avaria e gli occupanti finiscono sulla Terra. L'unico sopravvissuto si avvicina ad una ragazza cieca e sensitiva. L'esercito inizia le ricerche per catturarlo. La ragazza, con i suoi due compagni di viaggio, un prete e un'amica, cercherà di aiutare l'alieno ma sarà tutto inutile.

## Produzione
Il film è frutto di una coproduzione italo-spagnola.

## Distribuzione
La pellicola, pur regolarmente doppiata, non è mai stata distribuita in Italia. Solo il 4 agosto 2017 è stato trasmesso per la prima volta dalla rete televisiva IRIS, e successive repliche.

## Accoglienza

### Critica
(Fantafilm)
Enrico Lancia e Fabio Melelli (2006) lo definiscono un "delirante film di fantascienza" e "fantopera fuori tempo massimo, di mediocre confezione".